# 카네기 멜런 대학교
카네기 멜런 대학교(Carnegie Mellon University, 줄여서 CMU)는 미국 펜실베이니아주 피츠버그에 있는 사립대학이다.

## 개요
미국 주요 연구 대학교로, 1900년 개교한 이래 졸업생과 교수 포함 총 21명의 노벨상 수상자를 배출한 대학이다. 창업 교육으로도 유명해 학교로부터 독립해 나간 회사가 170개가 넘는다.
미국 최초로 설립된 컴퓨터 과학과는 MIT, 스탠퍼드, UC버클리와 함께 세계 최고 수준으로 손꼽히며, 경영학, 건축학, 음악, 미술, 드라마 분야도 유명하다. 특히 미국에서 가장 오래된 드라마스쿨은 수많은 배우들 및 24명의 Tony Award 수상자를 배출했다. 학습량이 많은 것으로 유명한 카네기 멜런 대학은 타인보다는 자기 자신과 경쟁하도록 유도하는 학풍을 갖고 있다. 학부생이 약 6000여명, 대학원생이 약 5000 여명이다. 총 7개 단과 대학: 공대, 예술대 (디자인, 음악, 드라마, 건축) 사회 과학대, 순수과학대, 경영대, 컴퓨터 과학 대학(School of Computer Science), 행정 대학으로 구성되어 있다.
1900년 철강왕 앤드루 카네기가 기증한 100만 달러와 피츠버그시가 내놓은 토지를 기금으로 설립된 Carnegie Technical Schools가 시초이다. Carnegie Technical Schools는 1912년 카네기공과대학(Carnegie Institute of Technology)으로 이름이 바뀌었고, 4년제 학위 과정을 제공하기 시작했다. 1967년 재무장관을 역임한 앤드류 멜런이 설립한 멜런연구소(Mellon Institute of Industrial Research)와 통합되면서 카네기 멜런 대학이 되었다. 전체 면적 0.57 km2의 메인 캠퍼스는 피츠버그 다운타운으로부터 4.8 km 떨어져 있으며, 피츠버그 대학교와 인접해 있다.

## 역사

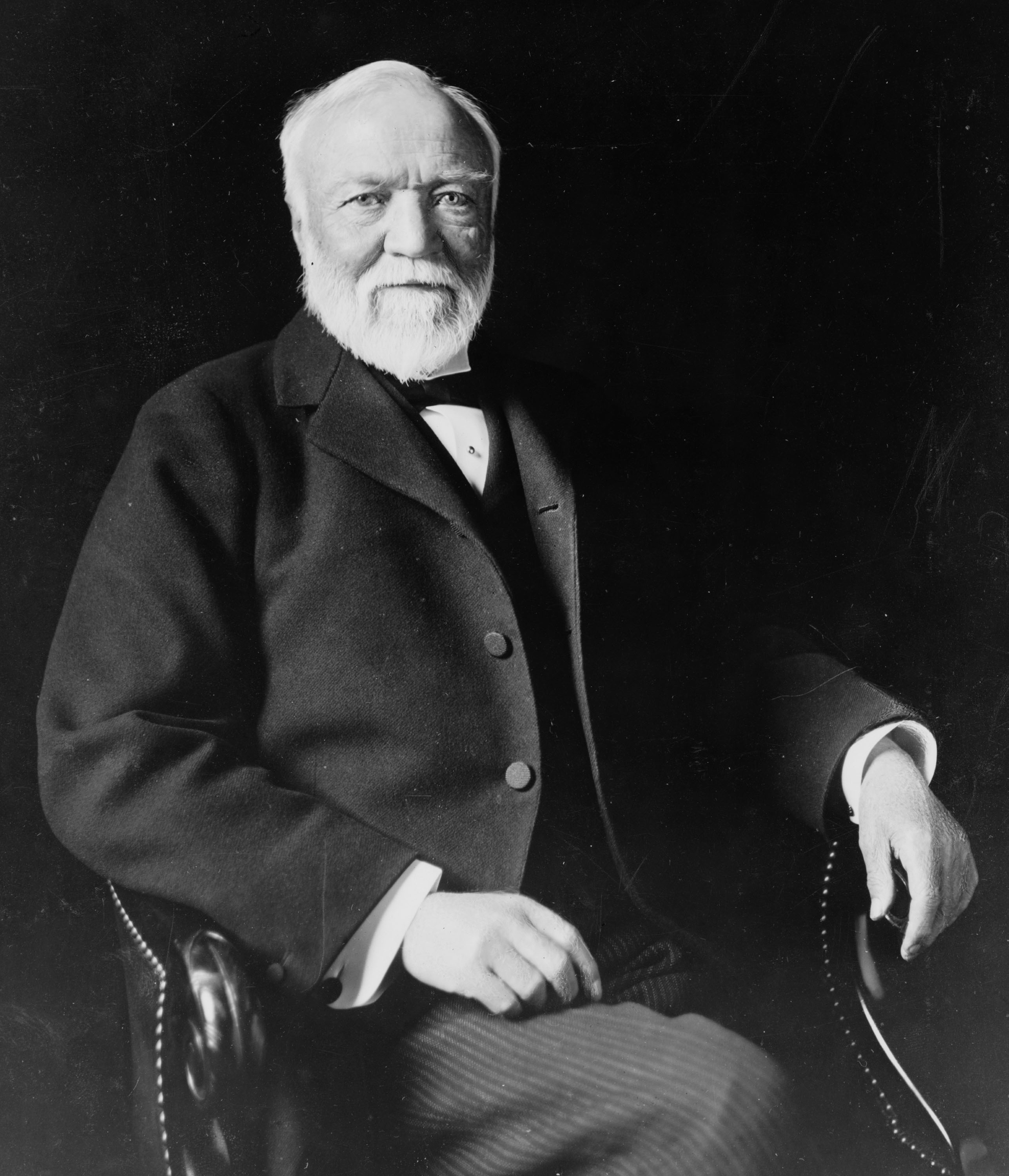
앤드루 카네기

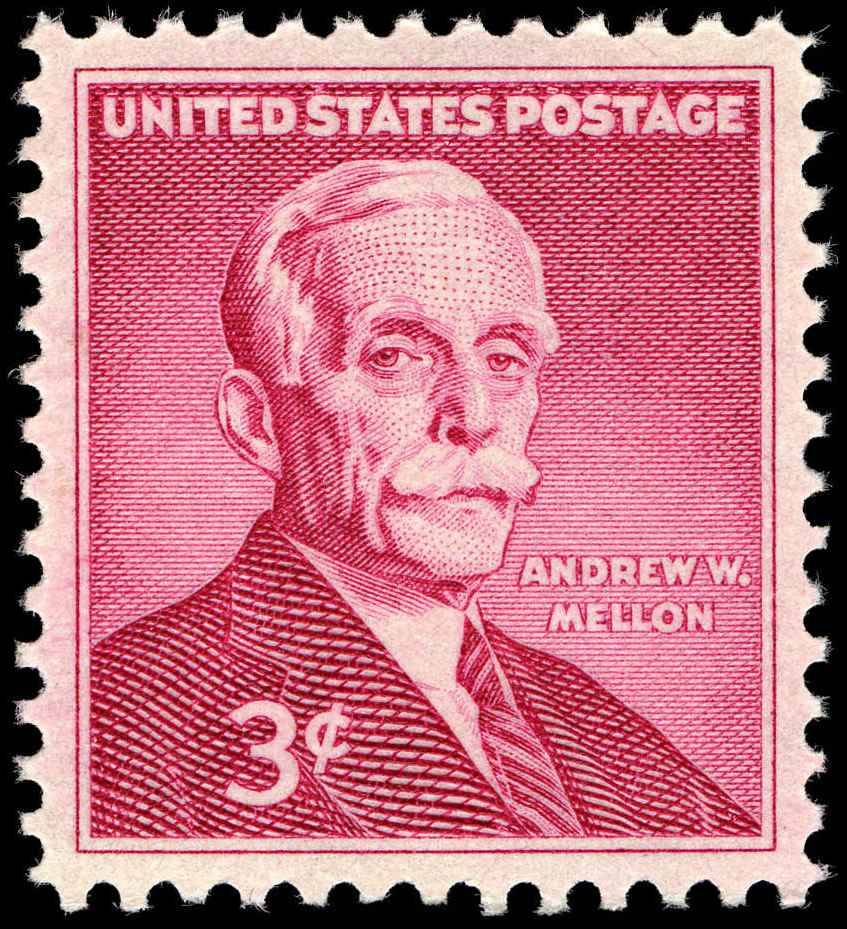
앤드루 멜런

1900년, 철강왕 앤드루 카네기는 피츠버그에 Carnegie Technical Schools를 설립한다. 카네기는 피츠버그 노동자 계층 자녀들을 위한 직업 훈련 학교로서 이 학교를 설립했다. 이 학교는 1912년 Carnegie Institute of Technology로 이름이 바뀌었고, 4년제 학위 과정을 제공하기 시작했다.
1913년, 재무장관을 역임했고 금융 재벌인 멜런가문의 (현 뉴욕 멜런 은행) 앤드루 멜런은 기업들과의 연구 협력 위주의 Mellon Institute of Industrial Research를 설립한다.
1967년, 피츠버그를 대표하는 카네기와 멜런이 설립한 두 대학이 통합되면서 카네기 멜런 대학이 탄생하였다.
1972년 취임한 리처드 M 사이어트(1972∼90년 재임) 총장이 제시한 비교우위 전략은 CMU를 30여 년 만에 미국 대학 3000여 개 중에서 ‘가장 눈부신 성장’을 하게 했다.  미국에서도 법대나 의대가 없으면 명문대 반열에 오르기가 어렵다. 그러나 사이어트 총장의 생각은 달랐다. ‘의대, 법대는 이미 초일류가 즐비하다. 후발 대학으로 이런 분야에 뛰어들어 봐야 2등밖에 안 된다’고 판단한 사이어트 총장이 집중투자 대상으로 선정한 학과는 컴퓨터 분야, 인지과학이 싹트기 시작할 무렵인 80년대 중반부터는 심리학 분야였다. 미국 대학 순위에서 CMU는 컴퓨터 분야에선 최상위권, 공대, 심리학도 상위권에 든다. 해킹 등에 관한 세계적 인터넷 보안 관련 민간기구인 CERT는 이런 환경에서 탄생했으며, 인터넷 검색엔진 라이코스도 CMU 작품이다.

## 현재
1990년대부터 현재까지, CMU는 미국 명문대학으로 입지를 굳혔다. CMU의 독특한 점은 연구와 교육에 있어 학제간 접근 방법을 사용한다는 것이다. 학과의 장벽을 뛰어넘는 학위 과정이나 센터들이 존재한다. 이러한 학제간 접근 방법 덕분에 금융공학, information systems management, arts management, product design, 행동경제학, human-computer interaction, entertainment technology, decision science와 같은 분야에서 앞서나가고 있다. 기업들과의 협력 또한 활발하며 애플, 구글, 디즈니, 인텔 등 다수의 기업들이 CMU 캠퍼스 내에 연구소를 운영중이다.

## 교육 및 연구

### 학풍

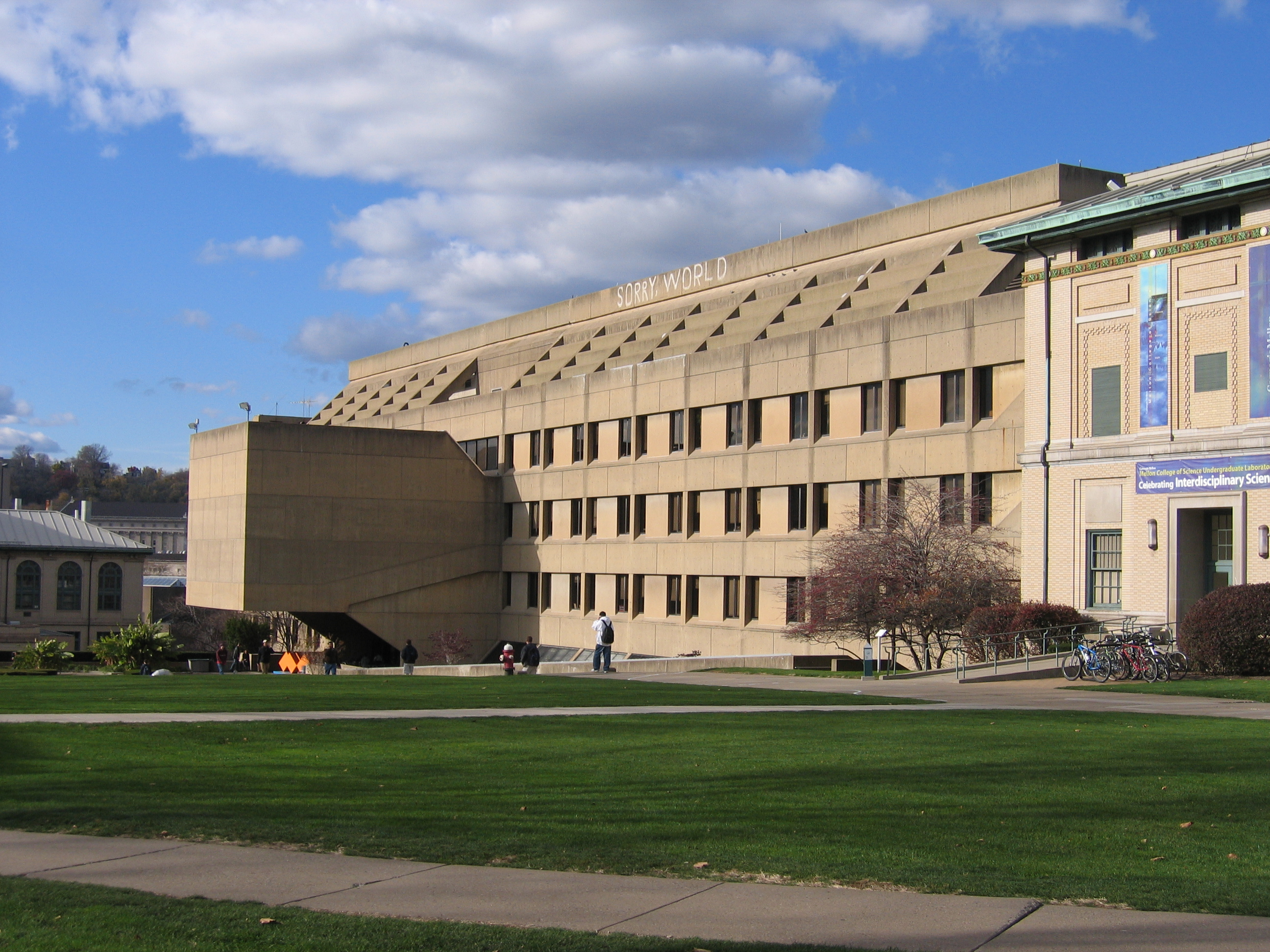
컴퓨터과학부 건물인 윈 홀(Wean Hall). 세계 최초의 인터넷 가능 음료수 자판기도 있다.

미국 대학생 사이에 CMU 학생들은 결코 잠을 자지 않는다는 농담이 널리 퍼져 있다. 혹독한 도전을 요하는 교과 과목을 보면 이것이 농담이 아닌 진담으로 느껴진다. CMU는 학생들에게 최선을 넘어서 자신의 한계를 시험하도록 끊임없이 요구하고 있다.
하지만 학생들은 누구나, 그리고 언제든지 학교와 교수의 도움을 받을 수 있는 체계가 갖춰져 있다. 과목 조교(CA)와 수업 조교(TA)는 전에 동일한 과목을 수강했던 사람이 맡아 학생이 요구하면 언제든지 개인지도를 해준다.
미국의 다른 유수 대학들은 학생 간 치열한 경쟁을 시키지만 CMU는 자기 자신과 경쟁하도록 유도한다. 그래서 CMU 학생들은 이곳에서 자기 자신이 어떤 사람인지를 스스로 증명해 보여야 한다.
CMU는 또한 사회봉사를 강조한다. 학생들은 학문적으로뿐만 아니라 자신이 소속된 사회의 구성원으로서 사회에 봉사하는 과정을 통해 성장한다. 초대형 허리케인 카트리나 피해 복구를 위해 학생들이 개인 또는 단체로 지원에 나서고 있는 것이 대표적인 사례이다. CMU는 뉴올리언스에서 더 이상 대학에 다닐 수 없게 된 학생들을 받아들였다. CMU에서는 학문 연마뿐 아니라 사회봉사, 우정, 과외활동 등이 모두 중요하다는 사실을 배우고 있다.
CMU의 특징은 봄철 축제 기간에 두드러지게 나타나고 대학 정신이 꽃을 피운다. 갖가지 동아리들이 캠퍼스 내에 테마 공원처럼 멋지게 장식된 미니 동아리방을 설치한다.

### 학부 입학 현황
2022년 가을에 입학한 학부 신입생들의 경우 34,261명이 지원했고 11%인 3,800명이 합격했다. 이중 1,736명이 입학했다.

### 각종 평가
2016년 QS 세계 대학 순위와 《U.S. 뉴스 & 월드 리포트》 세계 대학 순위에서 컴퓨터 과학에서 5위를 기록했다.
2014년 《포브스》 미국 대학 졸업생 연봉 순위에서 1위 (컴퓨터 과학) 및 총 6개의 전공이 탑 50위에 랭크 되었다.
2015년 《U.S. 뉴스 & 월드 리포트》 미국 종합대학 학부 순위에서는 23위, 공학부 순위에서는 코넬, 미시간대와 공동 7위, 경영학부 순위에서는 텍사스대와 공동 7위를 차지했다. 전문대학원 순위에서는 공과대학원이 종합순위 5위, 컴퓨터 과학 4위, 기계공학 10위, 토목공학 10위에 올랐으며 경영대학원이 20위를 기록했다.
2013년 중국 세계 대학 학술 순위에서는 세계 51위, 2014년 영국 타임즈 고등교육 세계 대학 랭킹에서는 세계 24위, 타임즈 고등교육 세계 대학 학계 평판도 순위에서는 세계 29위, 2013년 영국 QS 세계 대학 순위에서는 세계 57위, 2013년 사우디아라비아 세계대학랭킹센터(Center for World University Rankings)가 발표한 세계 대학 순위에서는 세계 51위를 차지하였다.
카네기 멜런은 세계경제포럼이 선정한 세계 최상위 26개 대학 중 하나이다.
카네기 멜런의 School of Drama는 세계에서 최상위를 다투는 대학중 하나이다. 특히나 뮤지컬학과는 (Musical Theatre) 수 많은 브로드웨이 배우들과 Tony 수상자들을 창출해 미시간 주립대와 랭킹 1위 자리를 다투고, 매년간 수천명이 지원해 경쟁률이 1%미만으로 기록한다. 2015년 기준 0.94%.

## 저명한 동문
동문에는 7명의 노벨상 수상자들이 포함된다. 노벨 경제학상을 수상했으며 영화 《뷰티풀 마인드》의 주인공인 존 포브스 내쉬가 전액장학금으로 카네기 멜런을 졸업했다. 그 외에도 전 제너럴 모터스 CEO와 국방장관을 역임한 찰스 어윈 윌슨, 억만장자 헤지 펀드 투자가 데이비드 테퍼, 자바를 최초 개발한 소프트웨어 개발자 제임스 고슬링, 썬 마이크로 시스템즈 공동설립자 앤디 벡톨샤임, 팝 아트 미술가 앤디 워홀, 등산가 겸 대중연설가 애런 랠스턴, 세계 최초로 튜링상을 수상한 컴퓨터 과학자 앨런 펄리스, 우주비행사 주디스 레스닉과 에드가 미첼, 에미상을 10번이나 수상한 TV 프로듀서 스티븐 보치코, 배우 테드 덴슨, 마지막 강의의 저자인 랜디 포시 교수 등이 대표적이다.

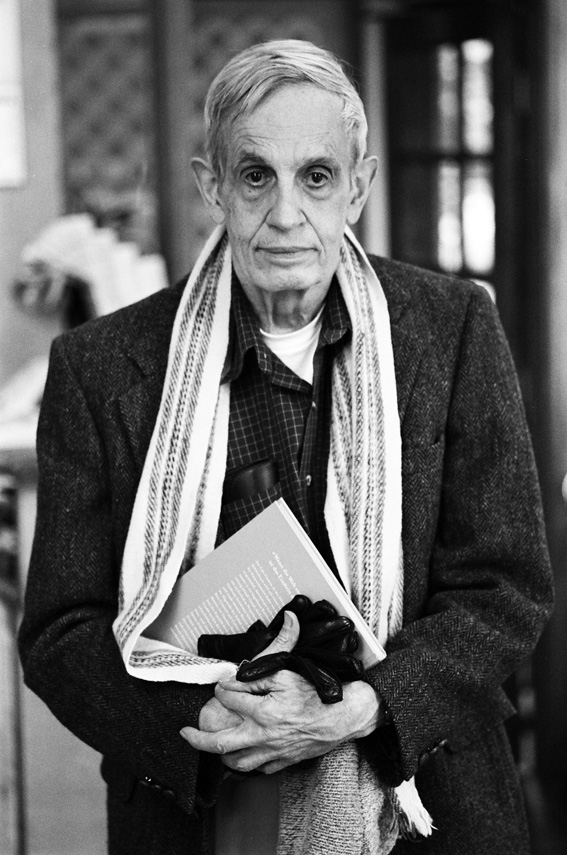
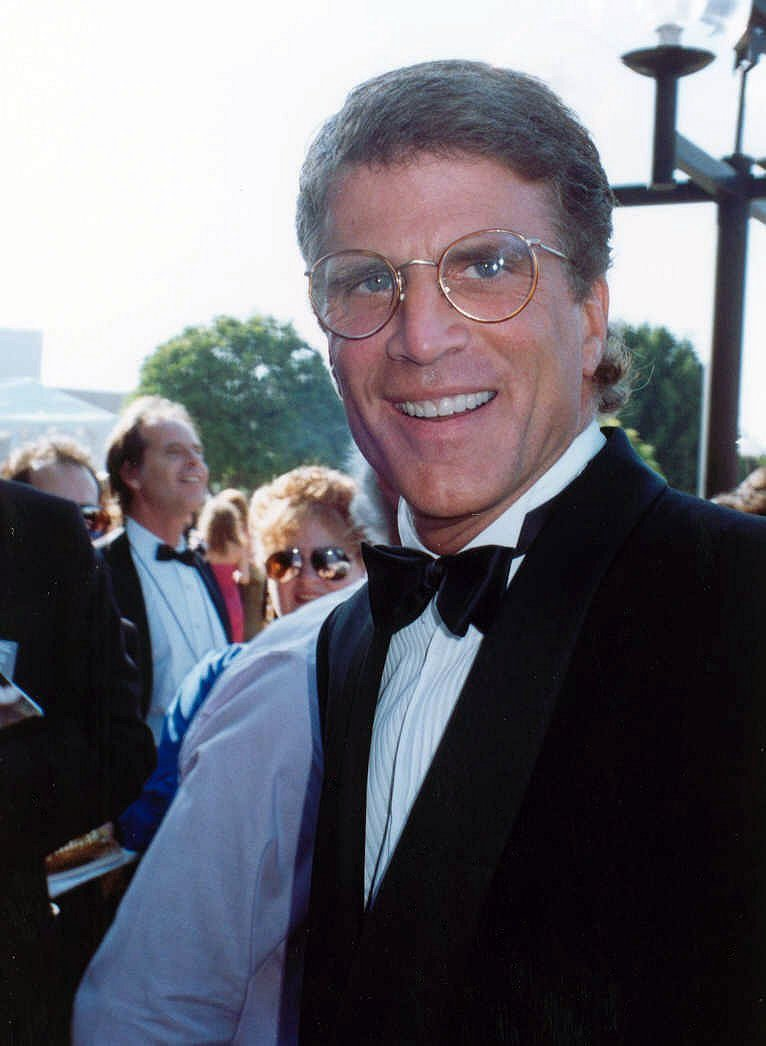
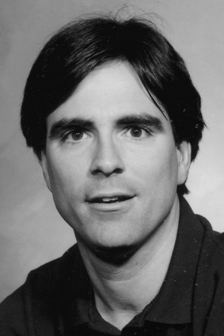
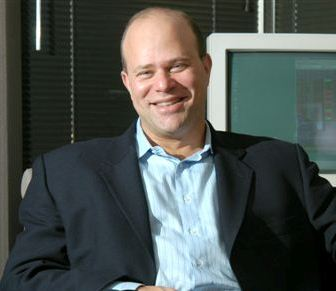
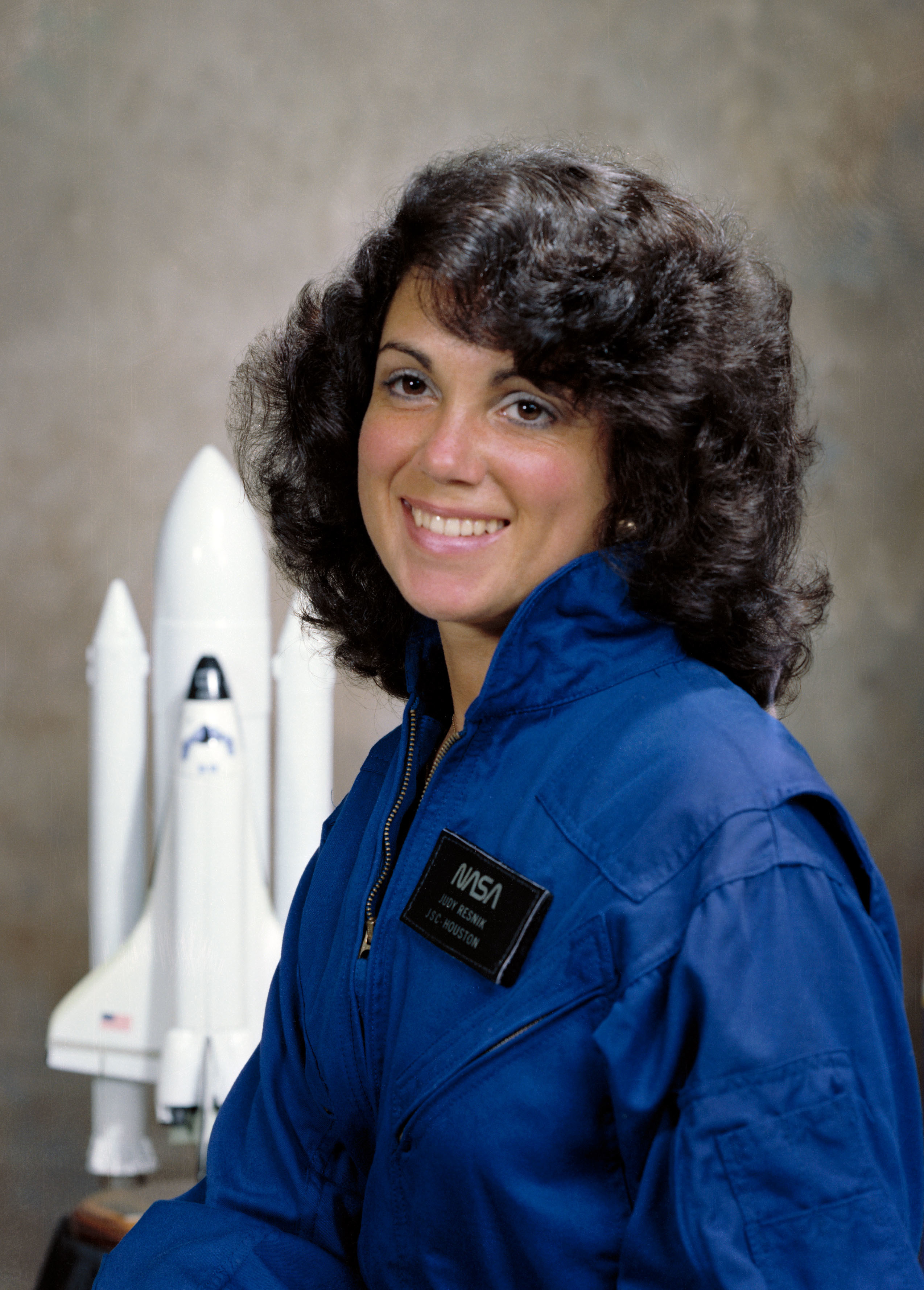
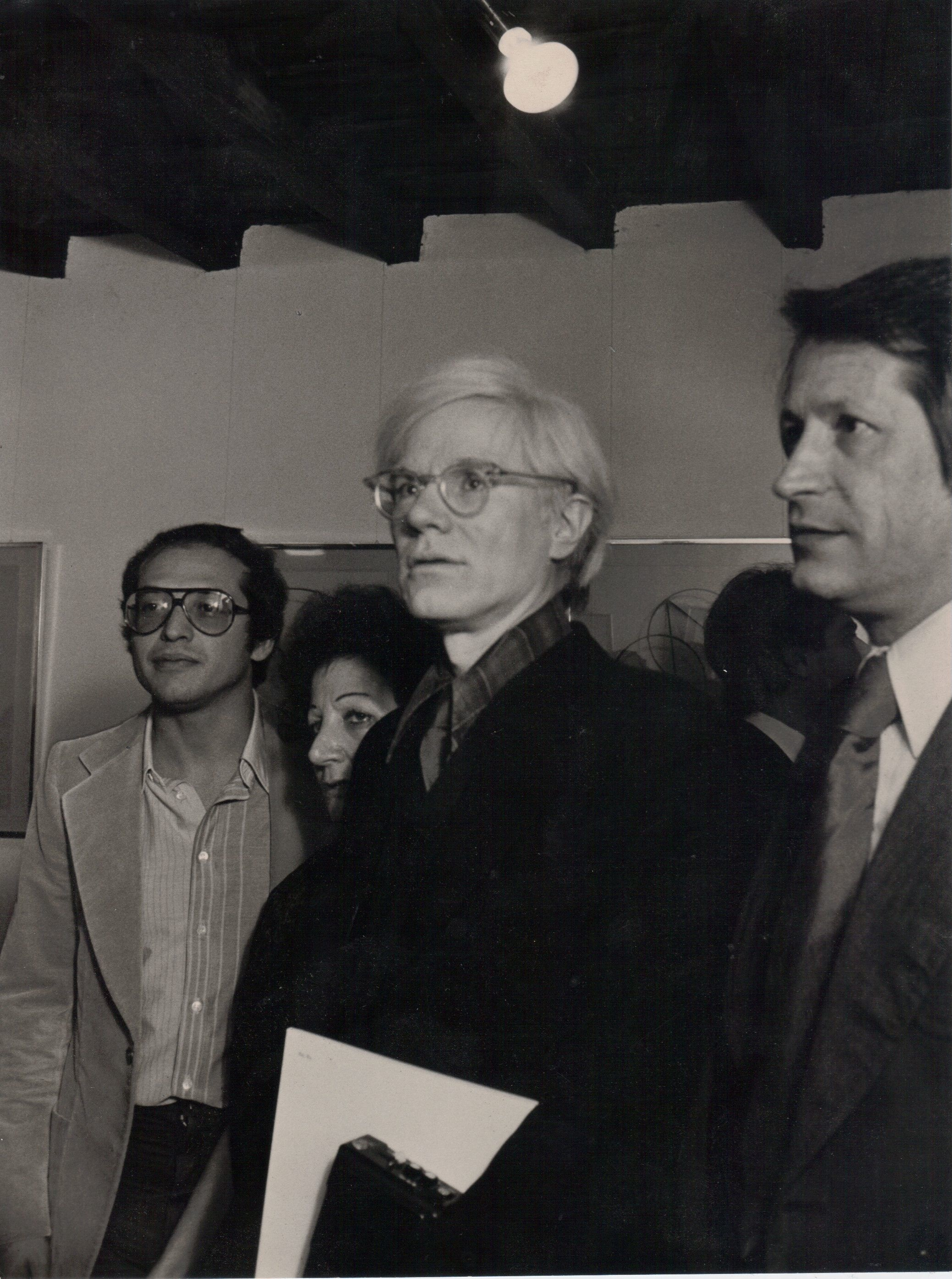

## 사진 갤러리

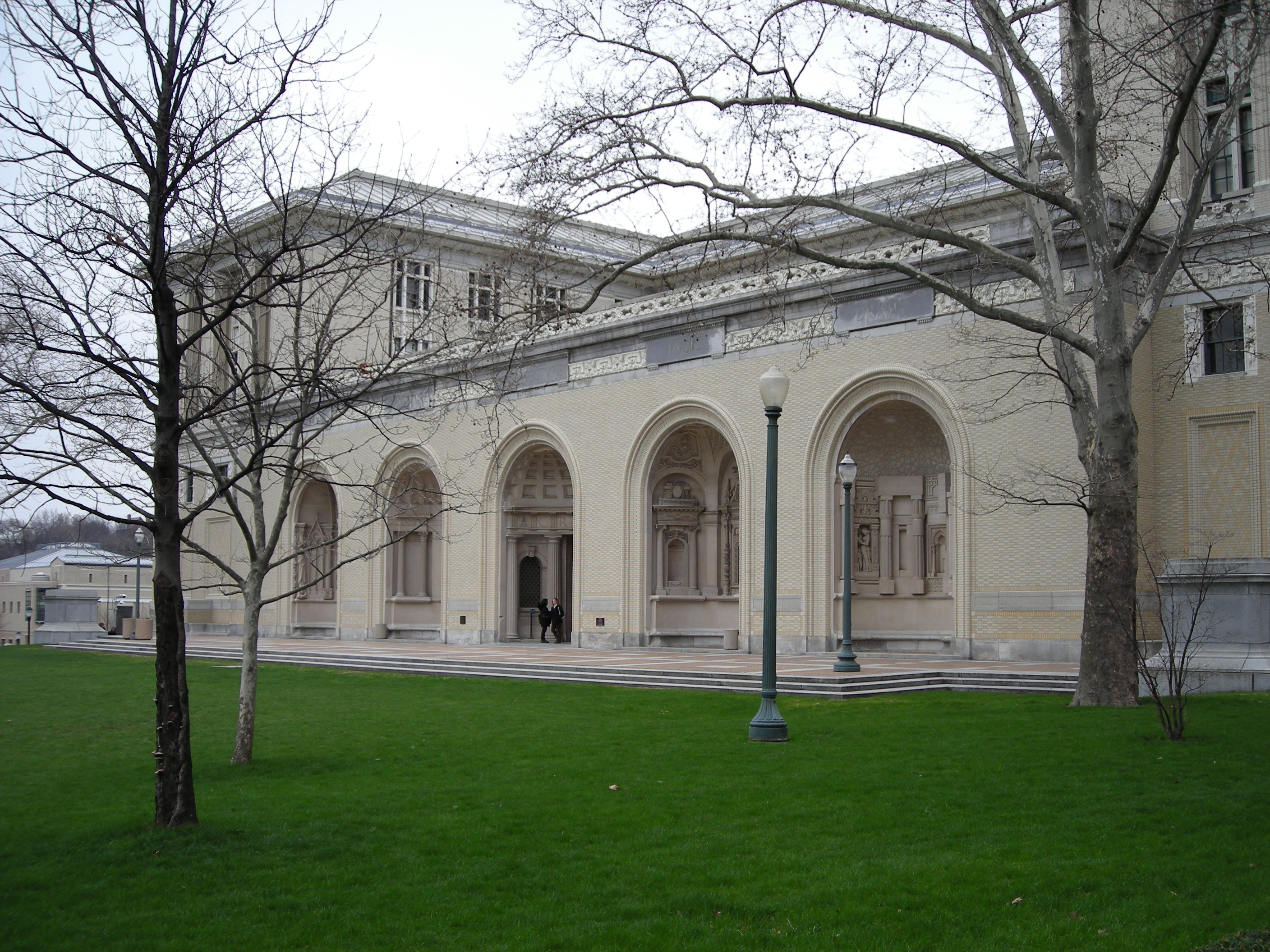
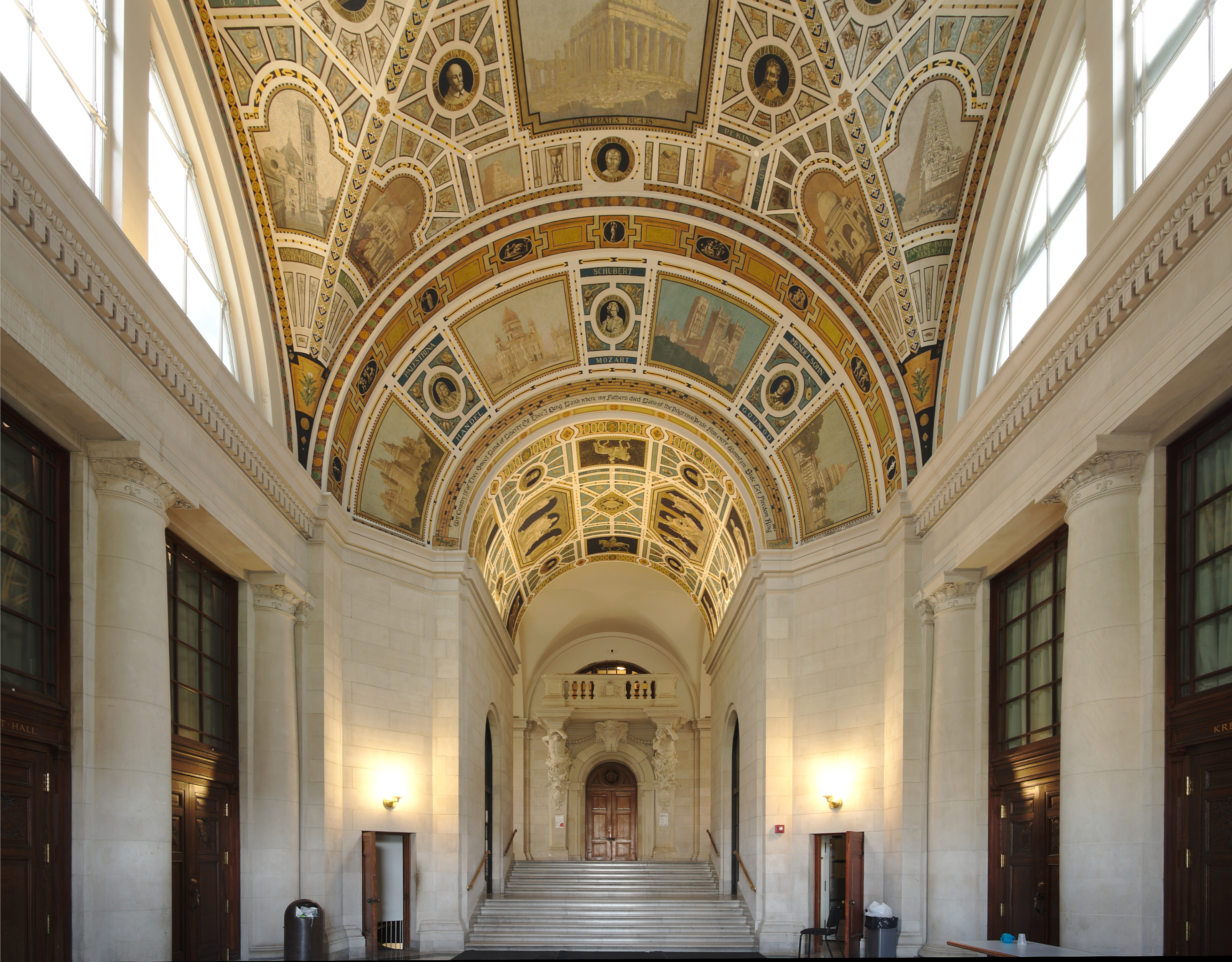
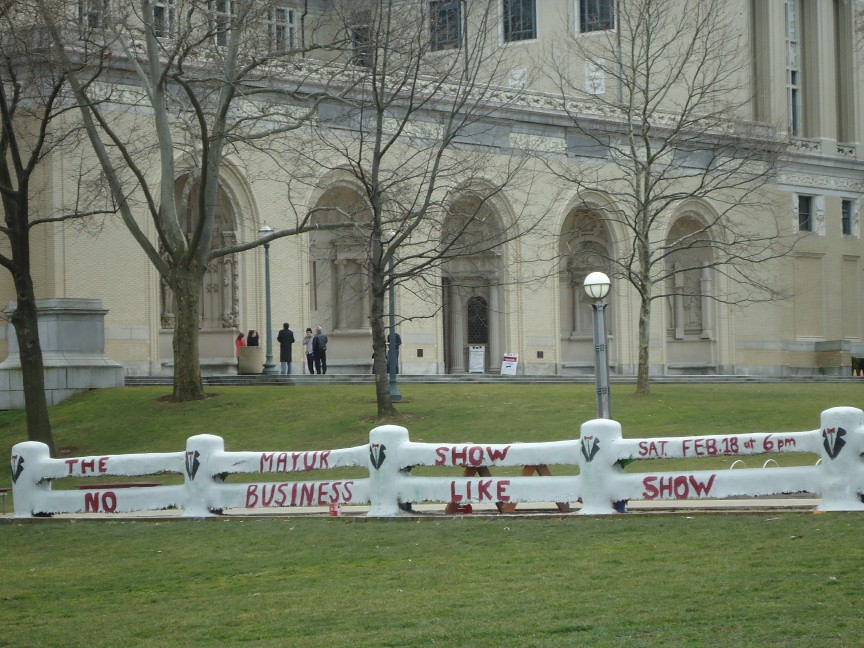
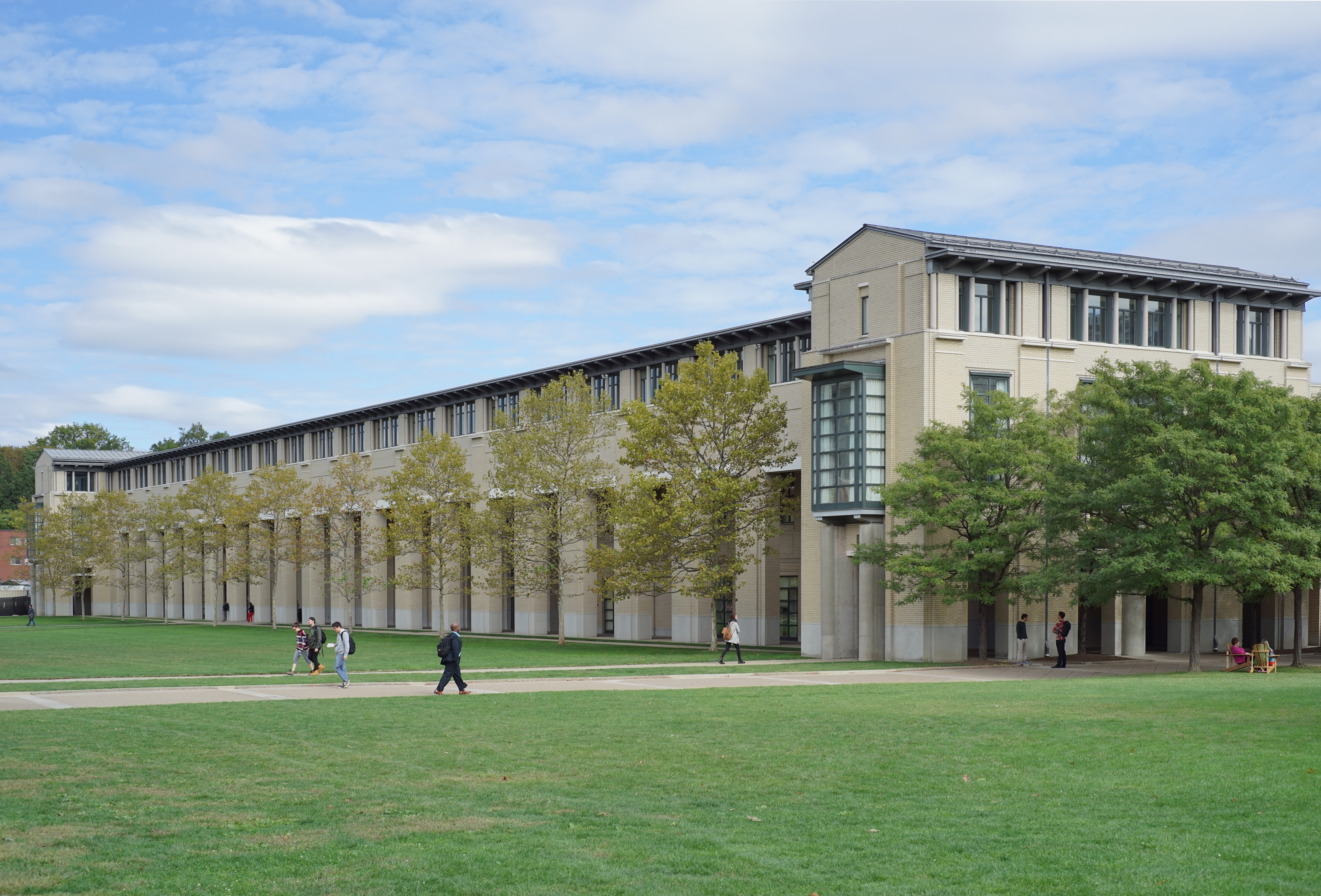
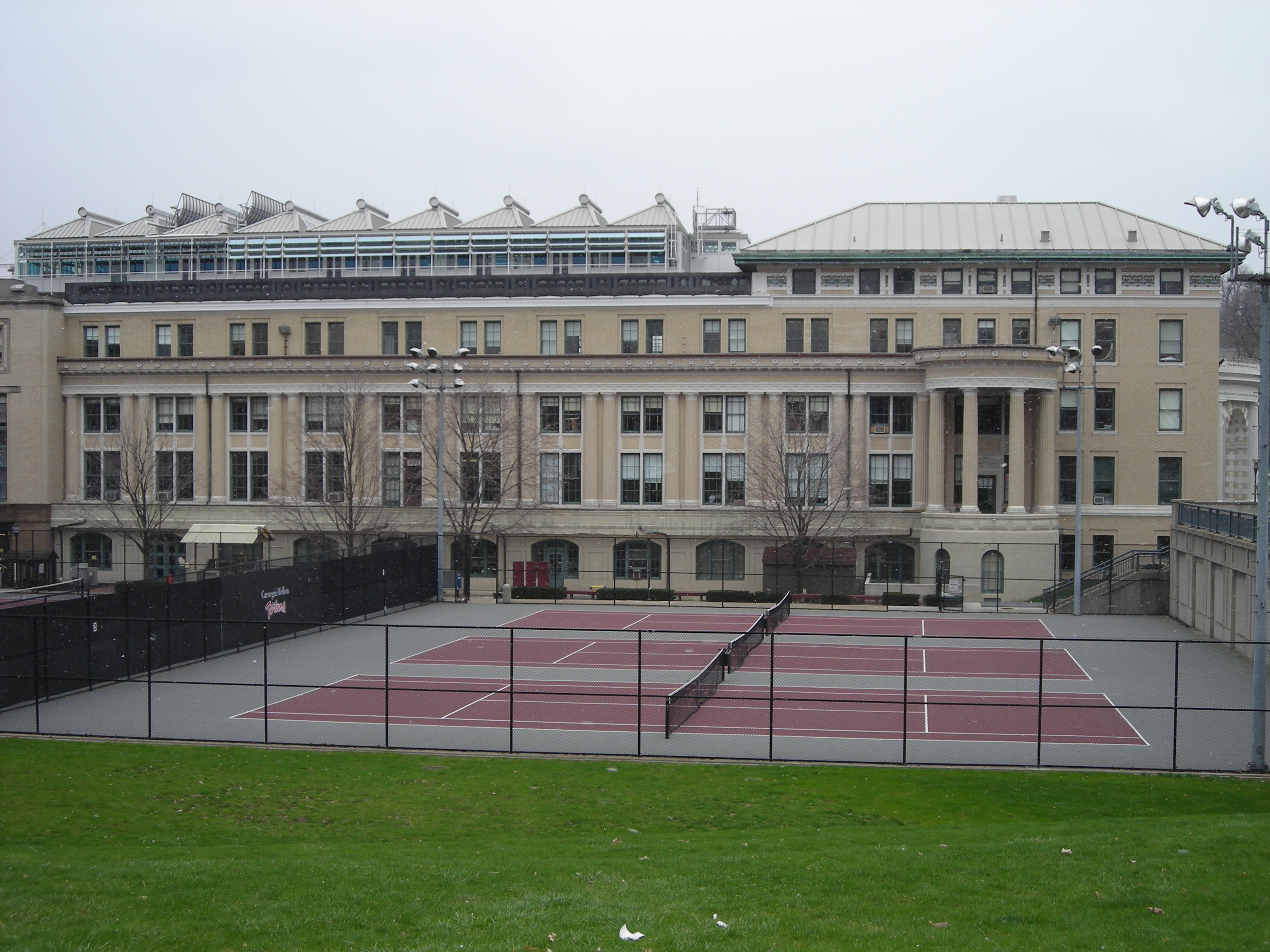
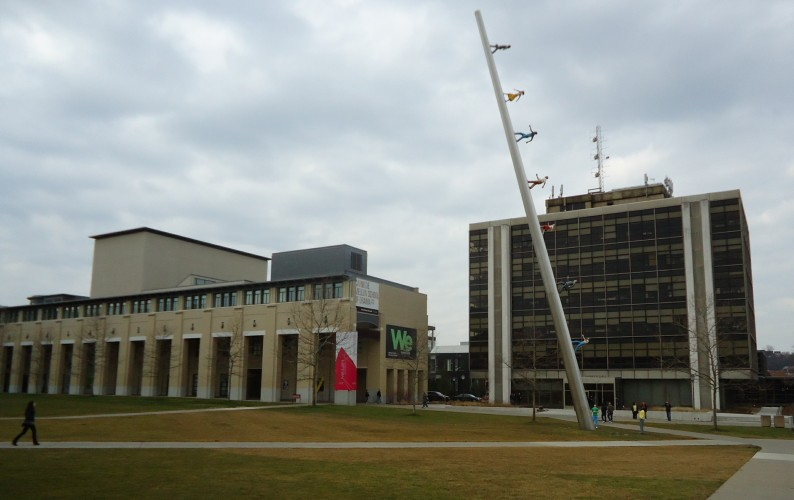
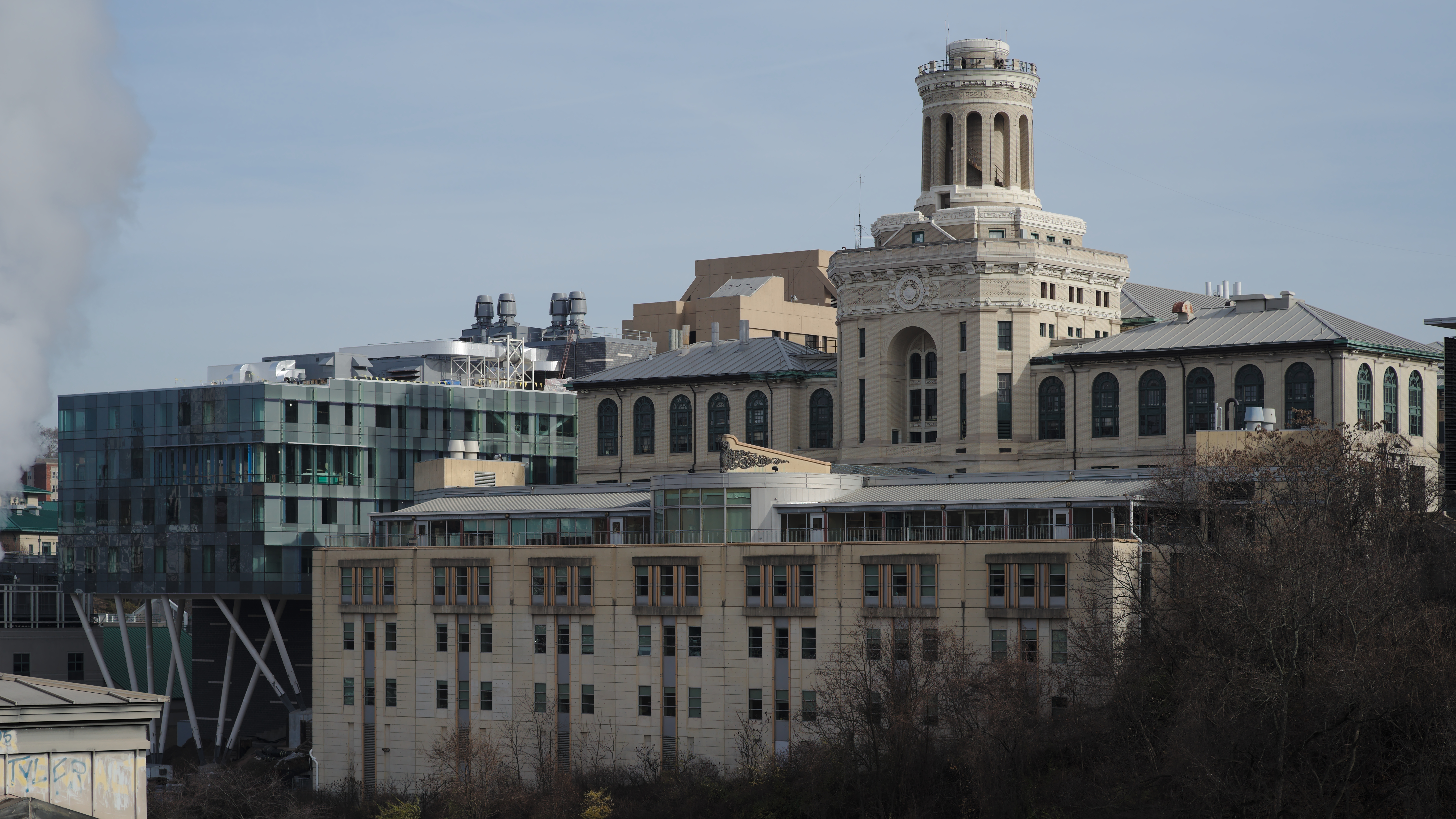
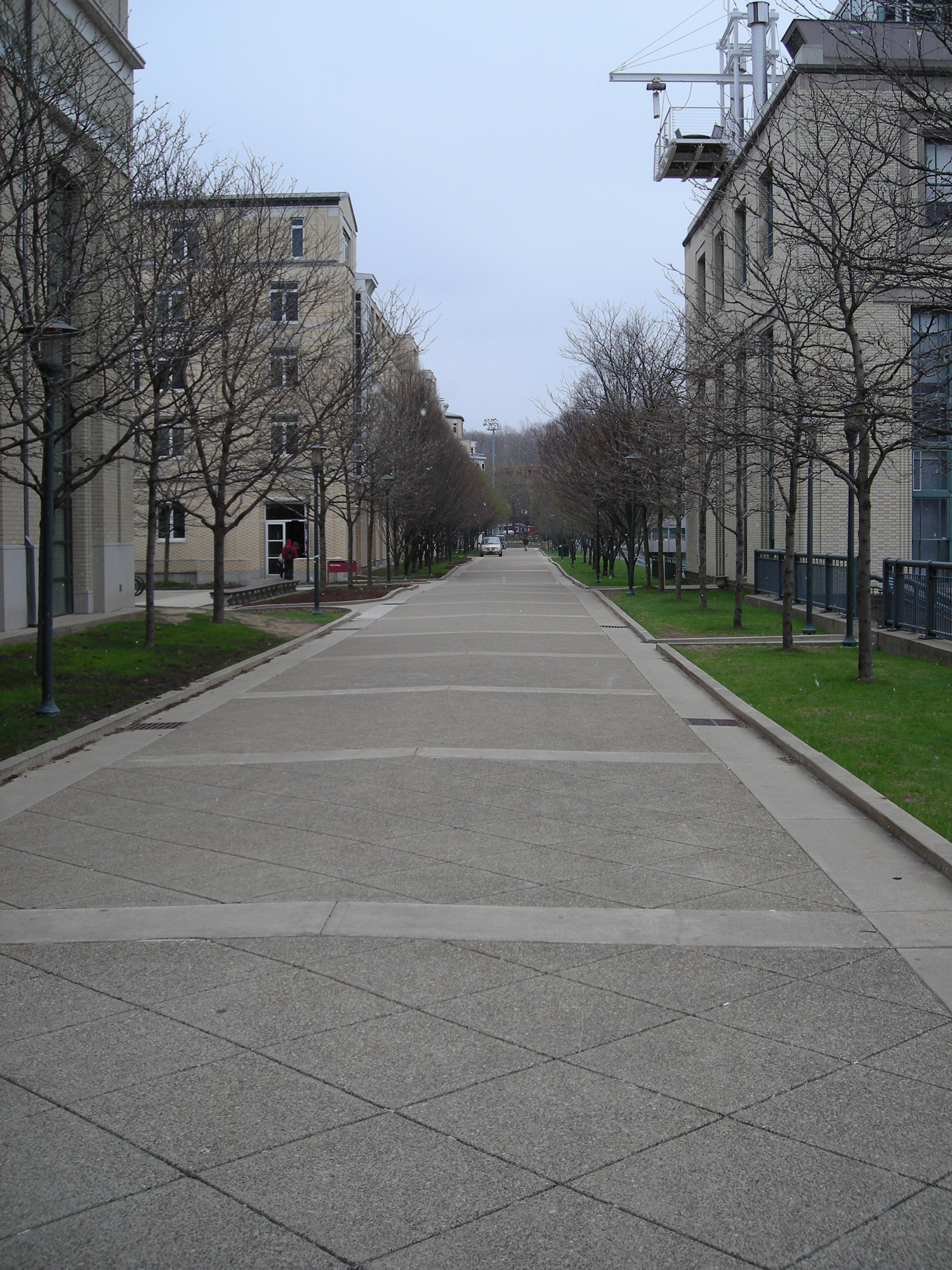
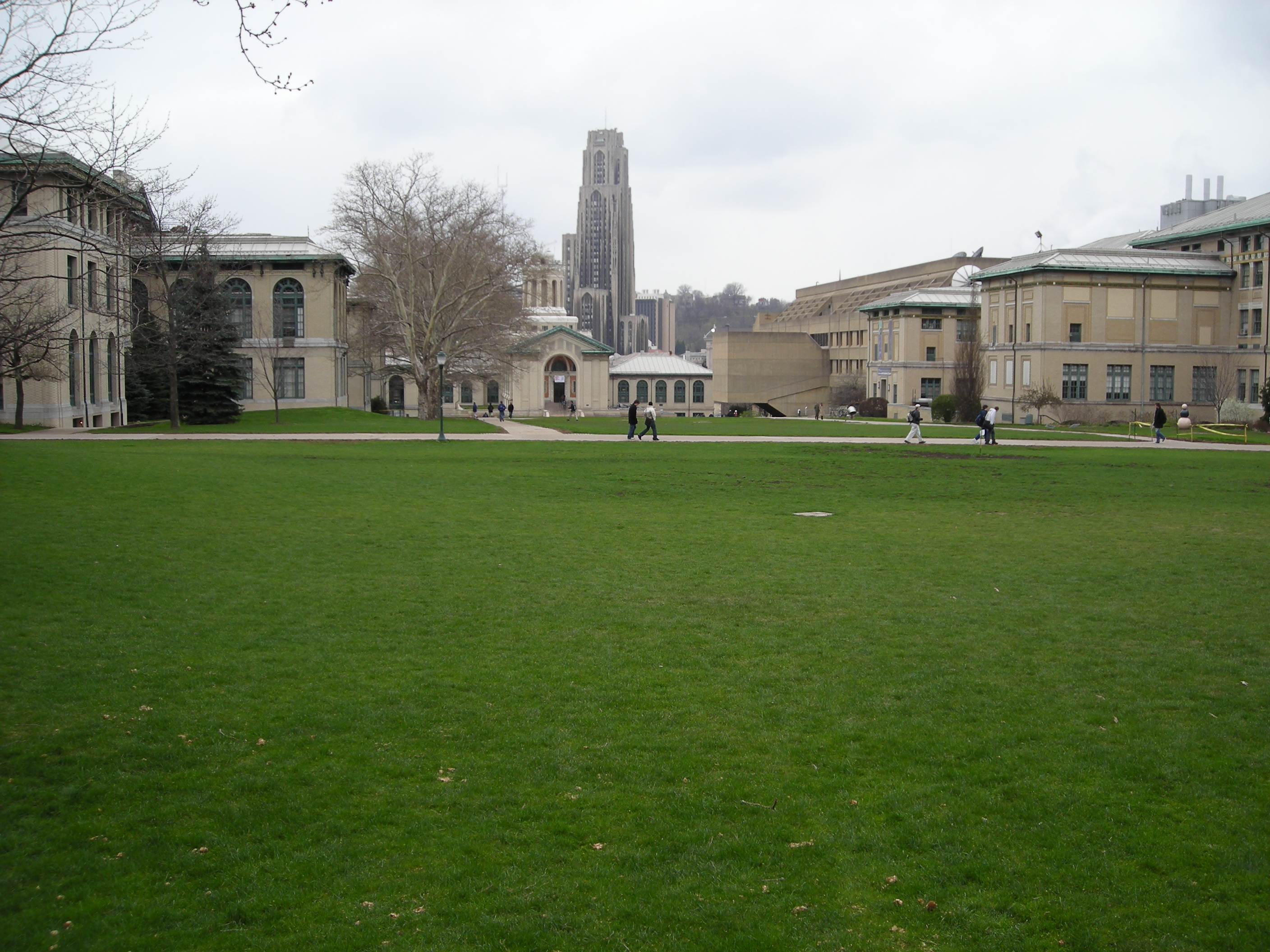
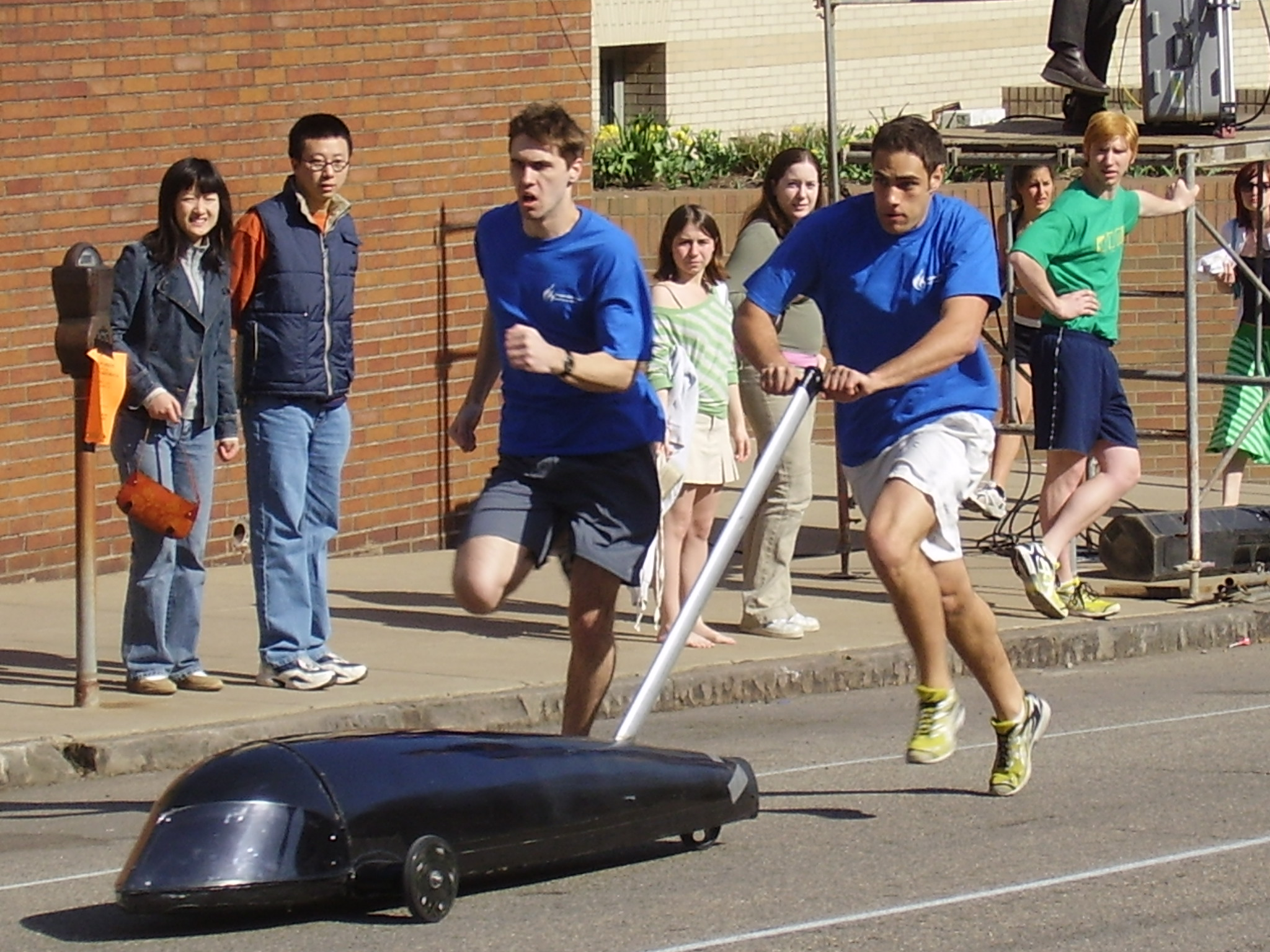
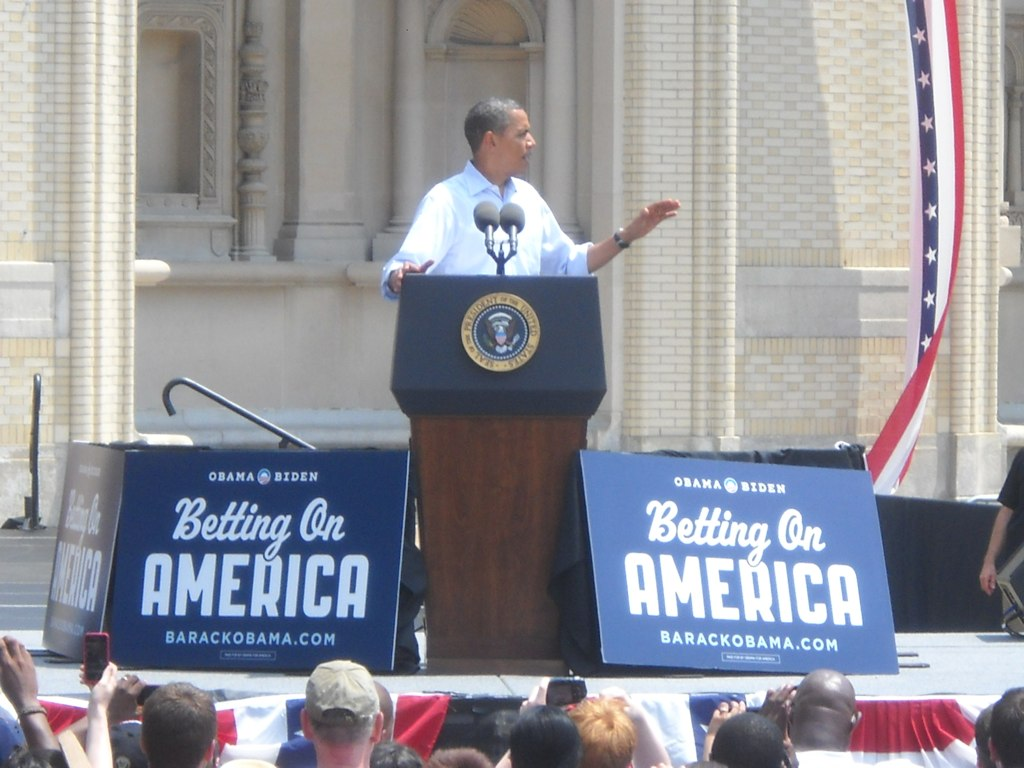
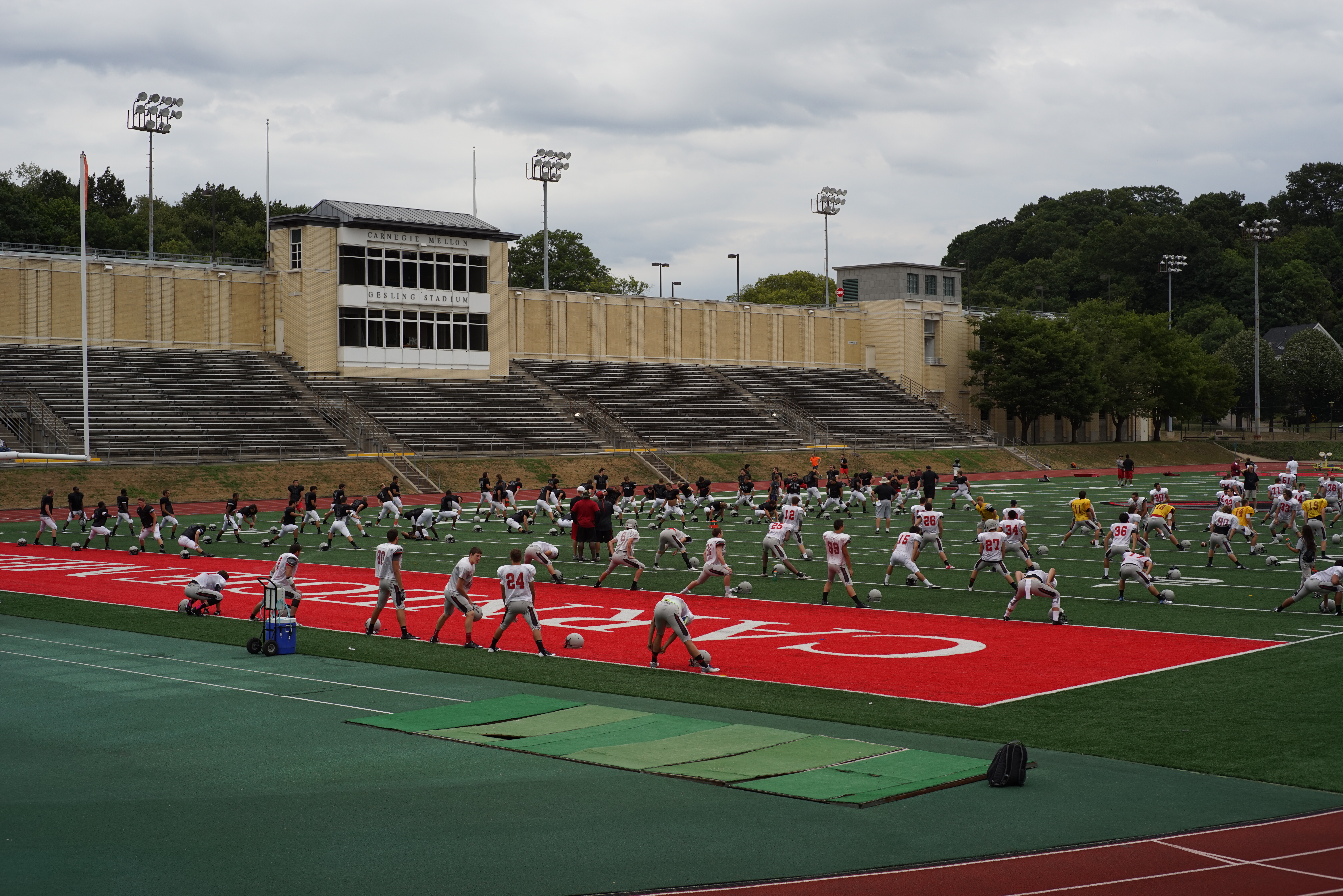

## 같이 보기
- 뉴아이비